# S Serpentis
S Serpentis är en pulserande variabel av Mira Ceti-typ (M) i stjärnbilden Ormen.
Stjärnan varierar mellan visuell magnitud +7 och 14,1 med en period av 371,84 dygn.